# Brassiepen
Brassiepen ist eine Ortslage in der Mitte der bergischen Großstadt Wuppertal.

## Lage und Beschreibung
Die Ortslage befindet sich im Norden des Wohnquartiers Lichtenplatz im Stadtbezirk Barmen auf einer Höhe von 254 m ü. NHN im Tal des Auer Bachs am Rand des Kothener Buschs an einem Stichweg der Oberbergischen Straße. Bei dem Ort befindet sich die Sportanlage Oberbergische Straße.
Benachbarte Ortslagen sind die Ortslagen und Wohnplätze Am Christbusch, Dausendbusch, Kothen, Lichtscheid, Heide, Froweinbusch und Bireneichen.

## Geschichte
Eine Wohnbebauung entstand erst Ende des 19. Jahrhunderts, die Flur Brassiepen erscheint aber ohne Wohnbebauung bereits im Plan der Stadt Barmen von 1863. Auf dem Messtischblatt Barmen von 1892 ist der Ort zusammen mit mehreren Steinbrüchen eingezeichnet, ebenso auf dem Wuppertaler Stadtplan von 1930.
In den 1950er Jahren wurde der Sportplatz bei der Ortslage angelegt, unter dem sich der größte Wasserbehälter der Wuppertaler Stadtwerke befindet.